# Стояново (област Кърджали)
 За другото българско село вижте Стояново (Област Монтана).  
Стоя̀ново е село в Южна България, община Ардино, област Кърджали.

## География
Село Стояново се намира в най-източната част на Западните Родопи, на около 15 – 20 km западно от границата им с Източните Родопи и на около 8 km западно от град Ардино.
Стояново е разположено предимно по южни склонове на възвишение, заобиколено на около километър от юг, югоизток и изток от река Арда, която тече на около 200 m по-ниско от селото. Надморската височина в селото е приблизително в границите 760 m на северозапад и 670 – 680 m на юг и югоизток.
Край село Стояново минава третокласният републикански път III-8632. В долината южно от селото се разклоняват пътните връзки за град Неделино, ГКПП Златоград, град Ардино, Кърджали, Мадан, Смолян и за село Баните.

## История
Село Стояново (Кюрт-фаши) е в България от 1912 г.
През 1986 г. към Стояново е присъединена обезлюдената махала Иглика (Алѝка).
Село Стояново е било център на кметство Стояново от 1995 г. до 2005 г.

## Религии
Изповядваната в село Стояново религия е ислям и християнство.

## Население
Населението на селото е показано според данните в Националния регистър на населените места:
| \| Година на преброяване \| Численост \| \| --------------------- \| --------- \| \| 1934 \| 389 \| \| 1946 \| 333 \| \| 1956 \| 302 \| \| 1975 \| 121 \| \| 1985 \| 87 \| \| 1992 \| 54 \| \| 2001 \| 33 \| \| 2011 \| 24 \| \| 2019 \| 12 \| |           |
| Година на преброяване | Численост |
| 1934 | 389       |
| 1946 | 333       |
| 1956 | 302       |
| 1975 | 121       |
| 1985 | 87        |
| 1992 | 54        |
| 2001 | 33        |
| 2011 | 24        |
| 2019 | 12        |

Преброяване на населението през 2011 г.
Численост и дял на етническите групи според преброяването на населението през 2011 г.:
|                     | Численост | Дял (в %) |
| Общо                | 24        | 100,00    |
| Българи             | 0         | 0,00      |
| Турци               | 0         | 0,00      |
| Цигани              | 0         | 0,00      |
| Други               | 0         | 0,00      |
| Не се самоопределят | 0         | 0,00      |
| Неотговорили        | 23        | 95,83     |

## Културни и природни забележителности
Малко след пътния разклон за село Баните се намира така нареченият „Стоянов мост“ над река Арда.